# Mondhor Yacoubi
 (juillet 2020).
 (juillet 2020).
Mondhor Yacoubi, né le 19 avril 1988 à Pontoise (Val-d'Oise), est un kick-boxeur franco-tunisien. Il est  professionnel en boxe anglais et évolue dans les catégories de poids super-welters et moyen. Il est multiple champion de France, d'Europe et du monde ISKA, en kick-boxing full-contact.

## Biographie
Mondhor Yacoubi passe chez les professionnels lors de la saison 2009-2010. Il obtient son premier titre de champion de France à Troyes. Il conserve ce titre national à Marseille en 2011, au Creusot en 2011 face à Sophiane May et à Dijon en 2012 face à Jean-Marc Oddou.
En juin 2012, Mondhor Yacoubi obtient sa première opportunité européenne, dans la fédération WAKO (Association mondiale des organisations de kickboxing), où il s'impose face au Portugais Carlos Moreira.Il défend ce titre en 2013 face au Français Rémy Beaurain.
En décembre 2012, Mondhor Yacoubi participe à sa première finale mondiale Elite, organisée fédération WAKO à Cany-Barville et perd face à Frédéric Ficet au cours d'un combat épique.
En 2013, Mondhor Yacoubi change de club et s'oriente vers le K-1 et la boxe anglaise. Il met la compétition de côté avant de revenir sur un championnat de national pro dans les règles du K-1 en 2015.
Lors de la saison suivante il est proposé à Mondhor Yacoubi de revenir sur la scène mondiale en full-contact avec l'organisation d'un championnat du monde ISKA face à Rachid Boumalek. Il en revient victorieux et devient ainsi champion du monde.
Il déménage ensuite à Nice dans les Alpes-Maritimes et effectue un changement de carrière pour passer de la boxe pieds/poings à la boxe anglaise. Il remporte son premier exercice de la discipline à Drap en septembre 2018.
La même année en décembre, il est sollicité pour défendre son titre de champion du monde ISKA, en poids moyens, face à l'Anglais Jon Durrant (alors champion du monde des lourds-légers) à Londres. Au terme d'un beau combat Mondhor Yacoubi revient victorieux avec une décision unanime.

## Parcours en équipe nationale
- 2010 : Championnats d'Europe WAKO à Loutràki en Grèce,
- 2011 : Championnats du monde WAKO à Skopje en Macédoine,
- 2013 : Championnats du monde WAKO à Antalya en Turquie.